# Oxna
Oxna (en nòrdic antic:yxn-øy) és una illa deshabitada localitzada en l'arxipèlag de les Shetland (Escòcia), al nord-oest de l'illa de Burra. Oxna roman deshabitada des de la Primera Guerra Mundial però hi ha una casa que encara s'utilitza com a casa de vacances.
L'illa ocupa una superfície de 68 hectàrees i la seva altitud màxima sobre el nivell del mar és de 38 metres.
L'illa de Papa es troba a uns centenars de metres a l'est de la costa nord de Oxna.